# Trenton (Ohio)
Trenton é uma cidade localizada no estado norte-americano de Ohio, no Condado de Butler.

## Demografia
Segundo o censo norte-americano de 2000, a sua população era de 8746 habitantes.
Em 2006, foi estimada uma população de 10.664, um aumento de 1918 (21.9%).

## Geografia
De acordo com o United States Census Bureau tem uma área de
9,8 km², dos quais 9,8 km² cobertos por terra e 0,0 km² cobertos por água. Trenton localiza-se a aproximadamente 211 m acima do nível do mar.

## Localidades na vizinhança
O diagrama seguinte representa as localidades num raio de 12 km ao redor de Trenton.